# Eliza McCartney
Eliza McCartney (Auckland, 11 dicembre 1996) è un'astista neozelandese.

## Palmarès
| Anno | Manifestazione          | Sede           | Evento           | Risultato      | Prestazione | Note                                     |
| ---- | ----------------------- | -------------- | ---------------- | -------------- | ----------- | ---------------------------------------- |
| 2014 | Mondiali juniores       | Eugene         | Salto con l'asta | Bronzo         | 4,45 m      | Record nazionale                         |
| 2015 | Universiadi             | Gwangju        | Salto con l'asta | Argento        | 4,40 m      | Miglior prestazione personale stagionale |
| 2016 | Mondiali indoor         | Portland       | Salto con l'asta | 5ª             | 4,70 m      | Record nazionale                         |
| 2016 | Giochi olimpici         | Rio de Janeiro | Salto con l'asta | Bronzo         | 4,80 m      | Record nazionale                         |
| 2017 | Mondiali                | Londra         | Salto con l'asta | 9ª             | 4,55 m      |                                          |
| 2018 | Mondiali indoor         | Birmingham     | Salto con l'asta | 4ª             | 4,75 m      | Record oceaniano                         |
| 2018 | Giochi del Commonwealth | Gold Coast     | Salto con l'asta | Argento        | 4,70 m      |                                          |
| 2023 | Mondiali                | Budapest       | Salto con l'asta | Qualificazione | nm          |                                          |
| 2024 | Mondiali indoor         | Glasgow        | Salto con l'asta | Argento        | 4,80 m      |                                          |
| 2024 | Giochi olimpici         | Parigi         | Salto con l'asta | 6ª             | 4,70 m      |                                          |